# Synaptura cadenati
Synaptura cadenati és un peix teleosti de la família dels soleids i de l'ordre dels pleuronectiformes.

## Hàbitat
Viu als fons sorrencs i fangosos.

## Distribució geogràfica
Es troba a les costes de l'Atlàntic Oriental Central (des del Senegal fins al golf de Guinea.